# Ademar Jordan
Ademar Jordan o Aimar Jordan (fl. 1198-1212), forse è lo stesso Azemar Jordan, capitano di Saint-Antonin, fatto prigioniero nel 1211 da Simon de Montfort, fu un cavaliere nonché trovatore occitano vissuto nel tredicesimo secolo.
Probabilmente partecipò alla crociata albigese, in quanto il suo nome viene ricordato come fautore della fazione tolosana nella Canso de la Crozada.

## Biografia
Lo troviamo menzionato per la prima volta in un atto del 1198 e, molto probabilmente, fu figlio e/o vassallo del trovatore Raimon Jordan. Cavaliere di Saint-Antonin-de-Rouegue, fu fatto prigioniero il 6 maggio 1212 da Simone IV di Montfort e da allora non se ne saprà più nulla.
Di lui ci sono rimasti una cobbola d'occasione (cobla esparsa o cobla de circonstance) Pons, viscoms, lezir e sojor ed un sirventese di guerra, ad imitazione di Bertran de Born, composto in occasione della sua cattura, Si tot m'ai estat lonjamenz.
Ademar potrebbe aver partecipato ad una delle crociate, forse la quarta crociata, o la Reconquista.